# 白鰭星鯊
白鰭星鲨（学名：Mustelus albipinnis），又稱白鰭貂鯊，為軟骨魚綱真鯊目皺唇鯊科星鯊屬的一種，分布於東太平洋加利福尼亞灣海域，深度30至281公尺，本魚體細而延長，頭平扁，有一個相當長、鈍尖的鼻子。嘴部較長，上顎唇褶明顯長於下顎唇褶，齒尖，前後若干排成砌石狀。背鰭2枚，身體上方呈均勻的深灰棕色，背鰭、胸鰭、臀鰭和尾鰭的尖端和後緣明顯為白色，體長最大可達109公分，棲息在海洋底中層水域，屬肉食性，生活習性不明。